# L1527 IRS

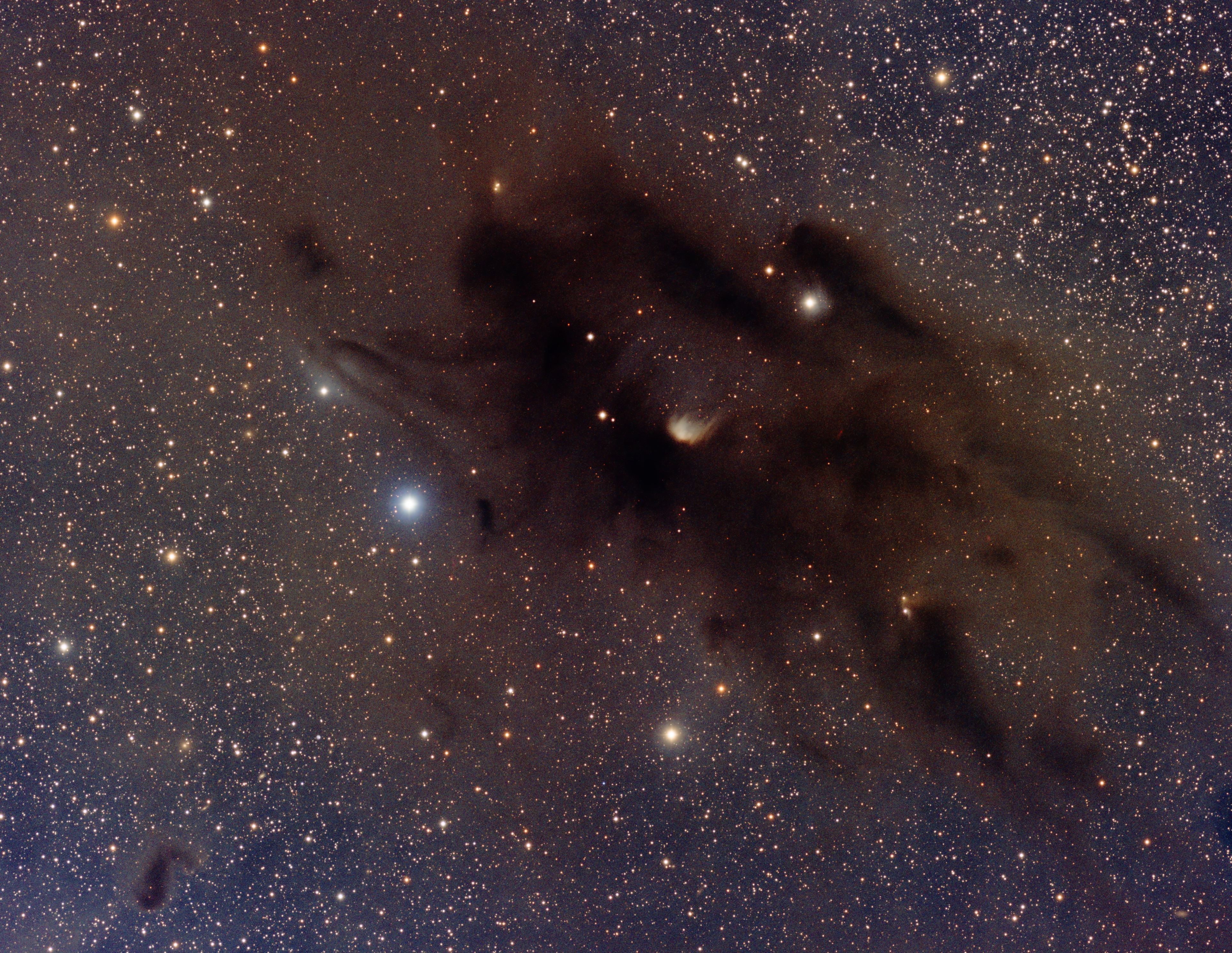
Nuage moléculaire 1 du Taureau, dans lequel se trouve l'objet L1527 IRS. Obscure, ce nuage est en fait un incubateur de nouvelles étoiles de taille modeste. Au centre se trouve l'étoile T Tauri et la nébuleuse peu lumineuse NGC 1555, éclairée par T Tauri.

 (janvier 2023).
Le contenu est difficilement compréhensible vu les erreurs de traduction, qui sont peut-être dues à l'utilisation d'un logiciel de traduction automatique.
Désignations
L1527 IRS est une proto-étoile de classe 0/I au sein de la nébuleuse obscure L1527,,. Elle se situe dans le nuage moléculaire du Taureau qui se trouve près de l'étoile T Tauri,. Ce nuage obscure se trouve dans la constellation du Taureau, et à environ 457 années-lumière de la Terre. Il s'agit de la région où l'intensité de matériaux est particulièrement supérieure dans ce nuage de Taureau. En lumière visible, l'objet L1527 est une nébuleuse sombre, faute de fusion nucléaire en son sein.

## Caractéristiques
On pense que la proto-étoile L1527 IRS en est aux premiers stades de la formation des étoiles. Car, en analysant une image prise en 2022 par le télescope spatial James-Webb (à droite), la NASA estime son âge : 100 000 ans seulement. Faisant entre 20 et 40 % de la masse solaire, cette proto-étoile est en train de grandir et d'évoluer, en amassant les matériaux (hydrogène moléculaire). Actuellement, ses masse et température restent insuffisantes pour que la fusion nucléaire d'hydrogène commence, mais elle est prévue. L'image obtenue en infrarouge montre, pour la première fois, un anneau rose sur la proto-étoile, qui est un disque d'accrétion. Son diamètre est estimé comparable à celui de système solaire. On observe encore les filaments, composés de l'hydrogène moléculaire et initialement rejetés par l'étoile. Aussi, dans ce sablier d'hydrogène, prennent place de nombreux chocs et de turbulences ; avec le disque d'accrétion, ce phénomène contribue à accélérer la formation de L1527. Une grande quantité de matériaux tomberont finalement dans l'étoile, en spirale (les régions en orange sont très riches en poussières). Tant dans le nuage moléculaire du Taureau qu'auprès de L1527, 80 % environ de gaz HII sont mélangés avec des poussières qui sont l'origine de l'émission en infrarouge (dites « thermal dust »),.

## Intérêt de ses études
Cette proto-étoile attire l'attention des chercheurs. En effet, avec sa taille modeste équivalente au Soleil, l'analyse de cet objet donnera de bons renseignements afin de comprendre la formation du Soleil et du Système solaire, y compris l'origine des planètes. Surtout par le disque en poussières constaté dans cette image de James-Webb,.
De surcroît, l'équipe de Radcliffe Institute for Advanced Study, qui découvrit en 2019 la vague de Radcliffe dans laquelle la L1527 est située, considère que le système solaire était passé à cette vague il y a 13 million d'années. Dans autres 13 million d'années, le Soleil y retournera. Comme le nuage moléculaire 1 du Taureau où la L1527 se cache est le plus proche du Soleil dans la structure, encore les observations en haute résolution sont-elles attendues. La nébuleuse L1527 est située seulement à 460 années-lumière.

## Historique des observations
En 1962, l'astronome américaine Beverly Turner Lynds publia, dans l’Astrophysical Journal Supplement sa liste Catalogue of Dark Nebulae (« Catalogue de nébuleuses sombres »). La nébuleuse no 1527 y figure, dès lors appelée L1527. Il s'agissait de la première détermination de cet objet. La liste compte, au total, 1 802 nébuleuses, qui se trouvent dans les constellations du Taureau et du Cocher (Auriga).
Cette nébuleuse sombre fut étudiée par Priscilla J. Benson et Philip C. Meyers du Harvard-Smithsonian Center for Astrophysics. En 1989, Ils présentèrent leur résultat dans le même Astrophysical Journal, selon lequel un certain nombre de nébuleuses sombres, y compris L1527, possèdent leur dense noyau. Ils avaient constaté ce dernier, grâce à une intensité de l'ammoniac (NH3). Le noyau de L1527 est très compact (plate no 15).   
Puis en 1993, Carlos Eiroa et ses collègues découvrirent que la structure de L1527 est assez compliquée. Les observations avaient été effectuées par la nouvelle technologie de la caméra CCD. Le noyau identifié par Benson et Meyers n'est pas identique à la nébuleuse sombre. Il s'agit d'un jeune objet stellaire très froid (à cette époque-là, dite classe I extrême). Leur interprétation était que ce dernier serait entouré d'un disque ou d'une enveloppe moléculaire et que, depuis cela, une colonne dense se développerait vers la source IRAS 04368 + 2557 (dans le catalogue Infrared Astronomical Satellite) . Sa densité serait la cause de l'extinction optique. L'étude confirma que ce jeune objet s'accompagne du phénomène de l'objet Herbig-Haro.    
À la suite de cette observation, plusieurs recherches furent effectuées, dans l'optique de trouver les objets HH (Herbig-Haro) liés à la L1527. Ils sont classifiés comme HH192 et l'existence de HH192A, HH192B et HH192C fut confirmée dans les années 1990.  
Avec son équipe, Philip C. Meyers identifia, en 1995, le mouvement de matériaux, en chute gravitaire, vers IRAS 04368 + 2557 (noyau dans l'objet L1527, précisé par eux). Meyers utilisait, à nouveau, une technique à la base de la chimie, en analysant les émissions issues de méthanal (CH2O), de propadiénylidène (C3H2) et encore de diazénylium (N2H+) qui se trouve souvent dans les nuages moléculaires. La nébuleuse L1527 est le premier jeune objet dans lequel ait été observé ce phénomène de chute gravitaire vers le noyau.    
Faute de renseignements définitifs, la classification de l'objet était toujours discutée, soit classe 0, soit classe I, selon les chercheurs.          
Les deux observations utilisant le télescope spatial Spitzer furent effectuées le 7 mars 2004 et le 23 février 2005. L'image obtenue, en infrarouge moyen, présente que L1527 possède une forme de papillon ou de sablier, mais assez compliquée, ainsi qu'un objet accompagné d'une voie sombre au centre. Ces observations furent renforcées par d'autres missions telle celle de l'observatoire de Kitt Peak. Les chercheurs pouvaient en conséquence développer un modèle hypothétique. Ils considéraient que l'existence du disque d'accrétion fut prouvée, selon l'image obtenue. 
En 2010, avec l'Atacama Pathfinder Experiment, l'équipe d'Agata Karska confirma encore deux caractéristiques de L1527. D'une part, il est vraisemblable que cet objet est en phase de transition entre classe 0 et classe I. D'autre part, l'observation du gaz de monoxyde de carbone (CO) excitée présente pareillement sa nébuleuse en tant que jet bipolaire.           
L'existence d'un disque, plus précisément disque protoplanétaire, fut à nouveau confirmée par John J. Tobin et ses collègues en 2012, grâce à leurs observations en haute résolution. Ils fixaient 0,19 ± 0,04 de masse solaire pour l'étoile et un taux d'accrétion d'environ 6,6 × 10−7 masse solaire par an.  
En 2018, une équipe internationale effectua une observation intense, en utilisant le nouvel instrument QUIJOTE, est capable de détecter le spectre micro-onde (AME : Anomalous microwave emission), avec une excellente précision. Il existe une immense intensité de micro-onde où L1527 est situe dans le nuage moléculaire du Taureau. Or, l'explication de ce phénomène de micro-onde, qui est lié aux poussières dans l'univers et découvert en 1995 par le COBE, n'est établie par aucune théorie existante.    
En profitant de ces résultats obtenus, en 2022 le télescope spatial James-Webb prit en infrarouge une image de qualité en haute résolution, qui présente précisément la structure de cet objet.

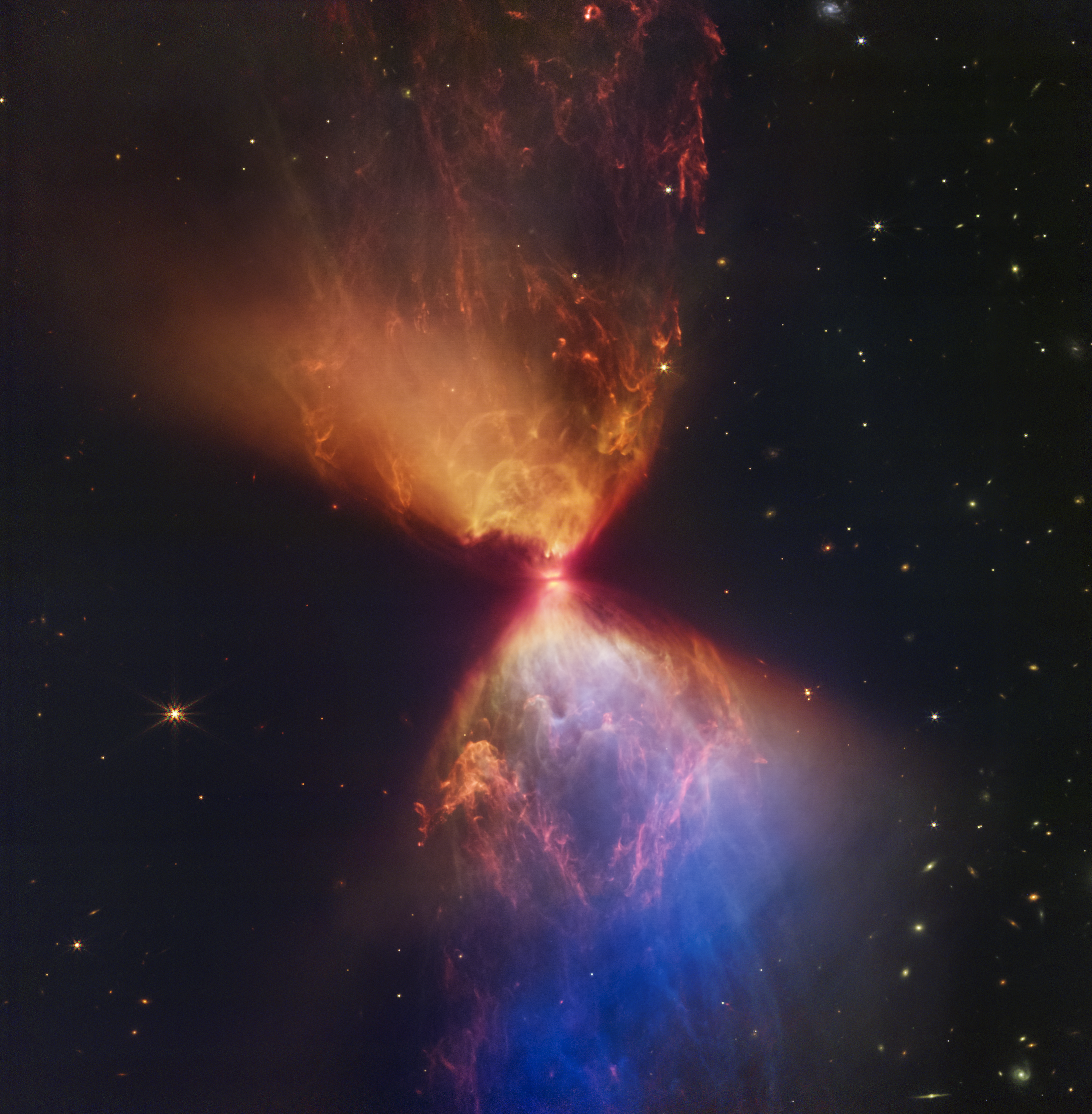
L'image prise en 2022 par le télescope spatial James-Webb confirma plusieurs caractéristiques observées par des études précédentes : nébuleuse sombre (en lumière visible) (1962) ; noyau compact au centre (1989) ; jeune objet stellaire (1993) ; objet Herbig-Haro (1993) ; chute gravitaire vers le noyau (1995) ; forme de sablier (2005) ; disque d'accrétion (2005) ; jet bipolaire (2010) ; plus précisément disque protoplanétaire (2012).

En 2024, cette observation de 2022 a été évoluée par une autre image améliorée, dans laquelle l'hydrocarbure aromatique polycyclique est visible en couleur bleu avec ses structures filamenteuses.
